# Dark Seed
Dark Seed is een computerspel dat werd ontwikkeld door Cyberdreams en uitgegeven door Dro Soft. voor het platform Commodore Amiga. Het spel werd uitgebracht in 1992 voor de Commodore Amiga en DOS. De speler speelt Mike Dawson in dit avonturenspel.

## Platforms
| Jaar | Platform                 |
| ---- | ------------------------ |
| 1992 | Amiga, DOS               |
| 1993 | Macintosh                |
| 1994 | Amiga CD32               |
| 1995 | PlayStation, SEGA Saturn |

## Ontvangst
| Beoordeeld door                      | Platform    | Datum             | Score |
| ------------------------------------ | ----------- | ----------------- | ----- |
| Amiga Action                         | Amiga       | februari 1993     | 93%   |
| Génération 4                         | Amiga       | februari 1993     | 85%   |
| ASM (Aktueller Software Markt)       | DOS         | mei 1992          | 83%   |
| Joker Verlag präsentiert: Sonderheft | DOS         | 1993              | 81%   |
| Power Unlimited                      | DOS         | juli 1993         | 80%   |
| The One                              | Amiga CD32  | september 1994    | 79%   |
| PC Review UK                         | DOS         | juni 1994         | 60%   |
| Techtite                             | DOS         | 2000              | 60%   |
| High Score                           | Macintosh   | juni 1994         | 60%   |
| Defunct Games                        | SEGA Saturn | 22 september 2007 | 58%   |